# Selección femenina de críquet de Indias Occidentales
La selección femenina de críquet de Indias Occidentales, apodado los Windies, es un equipo combinado de jugadoras de varios países del Caribe que compite en el cricket femenino internacional. El equipo está organizado por el West Indies Cricket Board (WICB), un miembro de pleno derecho del International Cricket Council (ICC), que representa a quince países y territorios.
En la edición inaugural de la Copa del Mundo, en 1973, dos equipos que ahora compiten como parte de las Indias Occidentales, Jamaica y Trinidad y Tobago, compitieron por separado. Un equipo combinado de las Indias Occidentales hizo su debut en pruebas en 1976 (casi 50 años después de su homólogo masculino), y su One Day International (ODI) en 1979.
Las Indias Occidentales compiten actualmente en el Campeonato Femenino ICC , el más alto nivel de este deporte, y ha participado en cinco de las diez ediciones de la Copa Mundial Femenina de Críquet celebradas hasta la fecha. En la última Copa del Mundo de 2013 , el equipo llegó a la final del torneo por primera vez, pero perdió ante Australia.
En el ICC World Twenty20, el equipo ganó su primer título en el torneo de 2016, habiendo llegado a las semifinales en cada uno de los torneos anteriores.

## Historia

### Women's Test Cricket
La primera serie de prueba jugada por las Indias Occidentales fue en casa ante Australia en 1975-76, cuando se empataron los dos partidos de tres días. En 1976–77, el mismo equipo jugó una serie de seis pruebas en la India. Perdieron la cuarta y luego ganaron la sexta Prueba por más de una entrada para nivelar la serie. Los juegos restantes fueron empatados.
En 1979 , los Windies jugaron su tercera serie de pruebas, esta vez fuera de Inglaterra. Sin embargo, les fue mal, perdiendo la primera y la tercera prueba y empatando la segunda para bajar 2-0.
Finalmente, en 2003-04, después de una espera de 24 años, las Indias Occidentales reanudaron el cricket de prueba con un partido único fuera de Pakistán, esta vez jugado durante 4 días. El resultado fue un empate.

### Women's One Day International
Cuando se jugó la primera Copa del Mundo en 1973, las Indias Occidentales no compitieron como unidad individual. En cambio, un equipo separado representó a Jamaica y otro equipo representó a Trinidad y Tobago. Además, tres jugadores de las Indias Occidentales participaron en un equipo XI Internacional que también compitió en la Copa del Mundo de 1973. Sin embargo, a ninguno de los equipos les fue bien, con el XI Internacional terminando en cuarto lugar de siete con un récord de tres ganados, dos perdidos y uno sin resultado; Trinidad y Tobago terminó quinto con dos victorias y cuatro derrotas; y Jamaica terminó sexto con una victoria, cuatro derrotas y un partido abandonado.
Los primeros partidos internacionales de un día (ODI) jugados por un equipo combinado de las Indias Occidentales estuvieron a dos juegos de Inglaterra durante su gira de 1979. Se planearon tres ODI, pero el segundo ODI se eliminó sin que se lanzara una bola. En el primer ODI, Inglaterra ganó cómodamente por ocho terrenos, y en el tercer ODI, las Indias Occidentales nivelaron la serie con una victoria de dos terrenos.
1993 vio a los jugadores de las Indias Occidentales competir en una Copa del Mundo por segunda vez, esta vez como parte de un equipo combinado. Terminaron séptimos, solo con Dinamarca y Holanda por debajo de ellos, después de ganar solo dos y perder cinco de sus siete partidos. Sus siguientes juegos fueron en la Copa del Mundo 1997-98, donde terminaron en noveno lugar, solo por encima de Dinamarca y Pakistán. El único partido que ganaron fue el play-off del noveno puesto contra los daneses.
En 2002-03, el equipo de críquet femenino de Sri Lanka realizó una gira por las Indias Occidentales y jugó una serie de ODI de seis partidos, que la de Sri Lanka ganó por seis a cero. El partido más cercano fue el cuarto, donde los Windies cayeron por solo 9 carreras. 2003 vio el mayor éxito de críquet de los Windies, cuando terminaron segundos en el Trofeo del Consejo Internacional de Críquet Femenino, después de ganar cuatro y perder uno de sus cinco juegos. El Trofeo fue competido por los equipos más débiles de ODI: Irlanda, Windies, Holanda, Pakistán, Escocia y Japón.
En 2003-04, los Windies jugaron cinco ODI en India, seguidos de siete ODI y una gira de prueba a Pakistán . Los cinco partidos contra India se perdieron cómodamente. Como se esperaba, la gira a Pakistán fue más exitosa y la serie ODI se ganó cinco-dos.
Terminaron quinto en la Copa del Mundo 2004-05, por delante de Sri Lanka, Sudáfrica e Irlanda, pero detrás de Australia, India, Nueva Zelanda e India. Ganaron dos y perdieron tres juegos, uno sin resultado y uno abandonado. Después de ser eliminado de la Copa del Mundo, el equipo se quedó para jugar tres ODIs contra Sudáfrica y ganó la serie dos a cero.

## Participaciones

### Copa Mundial Femenina de críquet
- 1973 a 1988: no participó
- 1993: 6°
- 1997: 9°
- 2000: no participó
- 2005: 5°
- 2009: 5°
- 2013:

### ICC Women's World Twenty20
- 2009 : 5°
- 2010 : 4°
- 2012 : 4°
- 2014 : 4°
- 2016 :
- 2018 : 4°

### Desafío de críquet femenino de la ICC
- 2010 : 1er lugar

## Jugadores

### Equipo actual
| Nombre                | Edad                  | Estilo de bateo       | Estilo de bowling                  | Torneos               |
| Capitán y All-rounder | Capitán y All-rounder | Capitán y All-rounder | Capitán y All-rounder              | Capitán y All-rounder |
| --------------------- | --------------------- | --------------------- | ---------------------------------- | --------------------- |
| Stafanie Taylor       | 29                    | Diestro               | Descanso del brazo derecho         | ODI, T20I             |
| Bateadores            |                       |                       |                                    |                       |
| Natasha McLean        | 26                    | Diestro               | -                                  | ODI, T20I             |
| Kyshona Knight        | 29                    | Zurdo                 | Medio brazo derecho                | ODI, T20I             |
| Chedean Nation        | 34                    | Diestro               | -                                  | ODI, T20I             |
| Britney Cooper        | 31                    | Diestro               | Medio brazo derecho                | ODI, T20I             |
| Lee-Ann Kirby         | 34                    | Diestro               | Brazo derecho lento                | T20I                  |
| All-rounders          |                       |                       |                                    |                       |
| Stacy-Ann King        | 37                    | Zurdo                 | Medio brazo izquierdo              | ODI, T20I             |
| Chinelle Henry        | 25                    | Diestro               | Brazo derecho medio-rápido         | ODI, T20I             |
| Hayley Matthews       | 23                    | Diestro               | Descanso del brazo derecho         | ODI, T20I             |
| Shabika Gajnabi       | 20                    | Diestro               | Medio brazo derecho                | ODI, T20I             |
| Sheneta Grimmond      | 22                    | Diestro               | Descanso del brazo derecho         | ODI, T20I             |
| Aaliyah Alleyne       | 26                    | Diestro               | Medio brazo derecho                | ODI, T20I             |
| Deandra Dottin        | 29                    | Diestro               | Brazo derecho rápido-medio         | T20I                  |
| Cherry-Ann Fraser     | 21                    | Zurdo                 | Brazo derecho rápido-medio         | T20I                  |
| Portero               |                       |                       |                                    |                       |
| Shemaine Campbelle    | 28                    | Diestro               | -                                  | ODI, T20I             |
| Kycia Knight          | 29                    | Zurdo                 | -                                  | ODI, T20I             |
| Reniece Boyce         | 23                    | Diestro               | -                                  | ODI, T20I             |
| Spin Bowlers          |                       |                       |                                    |                       |
| Afy Fletcher          | 34                    | Diestro               | Rotura de pierna del brazo derecho | ODI, T20I             |
| Anisa Mohammed        | 32                    | Diestro               | Descanso del brazo derecho         | ODI, T20I             |
| Karishma Ramharack    | 26                    | Zurdo                 | Descanso del brazo derecho         | ODI, T20I             |
| Pace Bowlers          |                       |                       |                                    |                       |
| Shamilia Connell      | 28                    | Diestro               | Rápido con el brazo derecho        | ODI, T20I             |
| Shakera Selman        | 31                    | Diestro               | Brazo derecho medio-rápido         | ODI, T20I             |
| Héctor Shawnisha      | -                     | Diestro               | Medio brazo derecho                | ODI                   |

### Cuerpo técnico
- Mánager del equipo: Evril Betty Lewis
- Entrenador en jefe: Gus Logie
- Entrenador asistente: Courtney Walsh
- Entrenador asistente: Rayon Griffith
- Fisioterapeuta: Marita Marshall
- Entrenador de fuerza y acondicionamiento: Shayne Cooper
- Psicóloga del equipo: Olivia Rose Esperance
- Analista de equipo: Gary Belle
- Responsable de medios del equipo: Nassira Mohammed

## Registros

### Women's Test cricket
- Mayor total del equipo: 440 vs. Pakistán, 15 de marzo de 2004 en el Estadio Nacional, Karachi, Pakistán
- Entradas individuales más altas: 118, Nadine George vs. Pakistán, 15 de marzo de 2004 en el Estadio Nacional, Karachi, Pakistán
- Mejor entrada de bolos: 5/48, Vivalyn Latty-Scott vs. Australia, 7 de mayo de 1976 en Montego Bay, Jamaica
- Mejor partido de bolos: 26/5, Peggy Fairweather vs. India, 27 de noviembre de 1976 en Jammu, India

### Críquet ODI
- Mayor total de equipos: 368/8 vs. Sri Lanka, 3 de febrero de 2013 en Mumbai, India
- Entradas individuales más altas: 171, Stafanie Taylor vs. Sri Lanka, 3 de febrero de 2013 en Mumbai, India
- Mejor entrada de bolos: 5/36, Cherry-Ann Singh vs. Irlanda, 29 de julio de 1993 en Dorking, Inglaterra

### Críquet T20I
- Mayor total de equipos: 191/4 vs. Países Bajos, 16 de octubre de 2010 en Potchefstroom, Sudáfrica